# The Evil That Men Do (film)
The Evil That Men Do is een Amerikaans-Brits-Mexicaanse actiefilm uit 1984 onder regie van J. Lee Thompson. Destijds werd de film in Nederland uitgebracht onder de titel De liquidator.

## Verhaal
Holland is een huurmoordenaar op rust. Hij besluit nog een allerlaatste missie te volbrengen. In Guatemala zal hij de arts Molloch uitschakelen, die onschuldige burgers martelt. De Amerikaanse geheime dienst houdt hem een hand boven het hoofd.

## Rolverdeling
| Acteur              | Personage      |
| ------------------- | -------------- |
| Charles Bronson     | Holland        |
| Theresa Saldana     | Rhiana         |
| Joseph Maher        | Molloch        |
| José Ferrer         | Hector Lomelin |
| René Enríquez       | Max            |
| John Glover         | Briggs         |
| Raymond St. Jacques | Randolph       |
| Antoinette Bower    | Claire         |
| Enrique Lucero      | Aristos        |
| Jorge Luke          | Cillero        |
| Mischa Hausserman   | Karl           |
| Roger Cudney        | Cannell        |
| Cosntanza Hool      | Isabel         |
| Joe Seneca          | Santiago       |
| Jorge Zepeda        | Slachtoffer    |